# 旗昌洋行

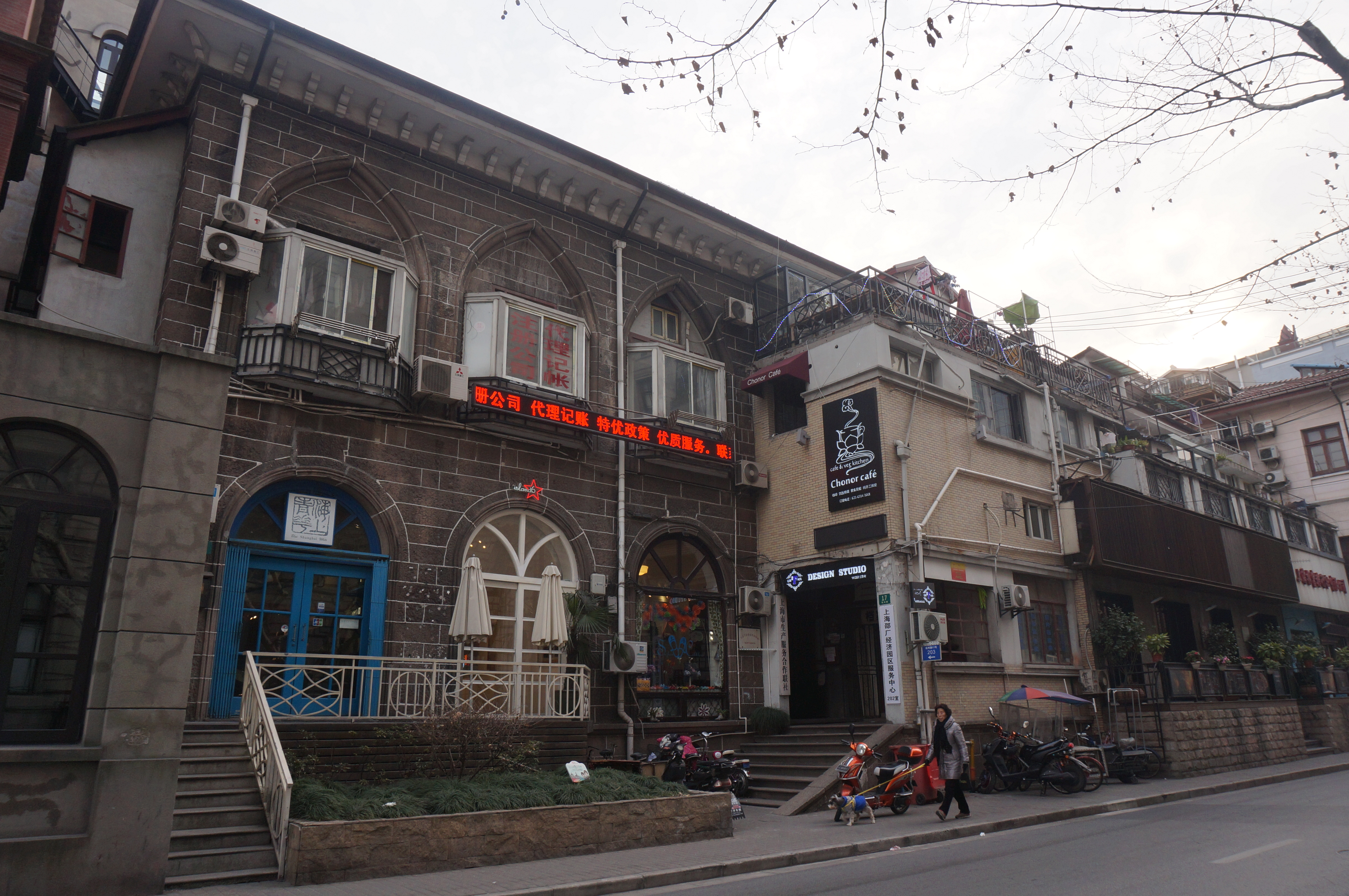
旗昌洋行旧址

旗昌洋行（英語：Russell & Co.）是19世纪远东最著名美资公司，1818年由出生在康涅狄格州米德镇商人塞缪尔·罗素创办于广州。从事广州至波士顿之间的跨国贸易。早期主要的经营项目是茶叶、生丝和鸦片，主要贸易伙伴是广州十三行富商伍秉鉴。小沃伦·德拉诺（Warren Delano, Jr.），即富兰克林·罗斯福的外祖父，1830年起為旗昌洋行之高級合夥人。

## 历史
1845年，旗昌洋行主要合伙人之一约翰·默里·福布斯（John Murray Forbes）撤出中国，回美国兴建中西部横贯铁路。1846年，旗昌洋行总部迁往上海外滩9号。1853年，由于战乱，广州和上海到茶叶产地的道路受阻，旗昌洋行直接去武夷山收购茶叶，循闽江运至福州，实际上是福州口岸的真正开辟者。
1862年，旗昌洋行的金能亨（Edward Cunningham，1823年－1889年）开办了中国第一家轮船公司——旗昌轮船公司（Shanghai Steam Navigation Co.），建造十六铺“金利源码头”，开通上海－汉口航线，占有长江航运80％的份额。1867年又开通上海－天津沿海航线。1862年至1877年也称旗昌时代。不过，随着1873年英商太古洋行和中资轮船招商局的加入，导致长江航运爆发减价战。最终在1877年，旗昌轮船公司以220万两银子的价钱卖给轮船招商局，将资金抽回美国投资于兴建西部铁路。
在19世纪中叶，旗昌商人囊括了美国驻中国主要通商口岸的领事职位，几乎包办了美国在华的外交事务；其中，驻上海领事金能亨在1862年首倡合并英美租界，成为上海公共租界第一届董事。1878年，旗昌洋行在上海开办旗昌丝厂。1891年，旗昌洋行停业，丝厂出售给了法国商人。旗昌的部分員工利用原旗昌資產和商路創辦新旗昌洋行（Shewan, Tomes & Co.)。

## 研究書目
- 劉廣京著，邱錫鑅等譯：《英美航運勢力在華的競爭(1862-1874)》（上海：上海社會科學院出版社，1988）。